# موريل كريجي
موريل كريجي حاصلة على رتبة الإمبراطورية البريطانية (1889 - 1971) كانت مدافعة اسكتلندية بارزة عن حق الاقتراع، وكُرمت من قبل دولتين بصفتها منظمة متطوعة رئيسية في كل من الحربين العالميتين، ومعلمة مرموقة أثناء إصلاحات تعليم السلطة المحلية.
كانت منظمة المقر الرئيسي للوحدة الصربية الأولى للمستشفيات النسائية الاسكتلندية للخدمة الخارجية في الحرب العالمية الأولى، منحها ذلك ميدالية الصليب الأحمر الصربي. لدورها كمراقبة تجنيد اسكتلندية في الفيلق المساعد للجيش النسائي، حصلت على وسام الإمبراطورية البريطانية في عام 1919.
في الحرب العالمية الثانية، قادت الخدمات التطوعية النسائية للدفاع المدني في مونتروز والمقاطعة، ونظمت لوازم الراحة للقوات والترحيل المدني للأطفال وغيرهم من الأشخاص المعرضين للخطر من المدن الصناعية. كانت المرأة الوحيدة في لجنة الغزو المكونة من 7 أشخاص.
أصبحت كريجي نائبة رئيس نقابة تاونزومن البريطانية الوطنية (1951-1954)، وخدمت في المجموع 25 عامًا، من افتتاح فرع مونتروز إلى قيادة اتحاد شمال شرق اسكتلندا.
كانت كريجي أول امرأة تعقد أي لجنة فرعية للتعليم في مقاطعة أنغوس. قبل قانون التعليم وبعده، عملت في سياسة التعليم لمدة عشرين عامًا باعتبارها «معلمة مرموقة».

## حياتها الشخصية
ولدت باسم كاثرين موريل كريجي عام 1889، كانت معروفة باسم موريل. كان والدها ويليام كريجي مدير إطفاء البلدة، ولديها أخت تدعى رودا كريجي. كانوا يعيشون في شارع 5 إرسكين، مونتروز.
كان والدها قد عمل مع شقيقه في تجارة الأخشاب والنجارة قبل ذلك، ولكن عندما توفي عام 1936، كان قد عمل كمدير إطفاء لمدة 37 عامًا. قادت جنازته سيارة إطفاء، مع موريل وشقيقتها حاملي النعش، بدعم من طواقم الإطفاء وكبار الشخصيات المحلية.
ارتادت كريجي أكاديمية مونتروز، حيث كان أدائها جيد جدًا، وفازت بجوائز الفصل في التاريخ، واللغة الإنجليزية، والخياطة، والتمارين البدنية. في الحياة اللاحقة أصبحت أول امرأة على الإطلاق ترأس حفل تقديم جائزة الأكاديمية. في الرياضة، فازت بميدالية في مسابقة مفتوحة للأطفال المعاقين في الجولف (ميدالية لويسكيل)، ولعبت لفريق أكاديمية الهوكي للفتيات. حضرت ودرست بنجاح النصوص المقدسة في كنيسة سانت جورج الحرة المتحدة.
كشخص بالغ، عاشت مع أختها في نفس المنزل، وذهبت إلى كنيسة القديس جورج والثالوث. عملت في مناصب قيادية خلال الحربين العالميتين، وفي مجتمع مونتروز، لأسباب تتعلق بحق المرأة في التصويت، وإغاثة القوات ورفاهية الأطفال ولجان التعليم في المقاطعات وتولت أدوارًا وطنية في نقابة تاونزومن.
توفيت في مستشفى ستراكاثرو في 9 ديسمبر عام 1971 عن عمر يناهز 82 عامًا.